# Dolichopeza subvenosa
Dolichopeza subvenosa är en tvåvingeart som beskrevs av Alexander 1940. Dolichopeza subvenosa ingår i släktet Dolichopeza och familjen storharkrankar. Inga underarter finns listade i Catalogue of Life.